# Leo Anton Karl de Ball
| Odkryte planetoidy: 1 | Odkryte planetoidy: 1 |
| --------------------- | --------------------- |
| (230) Athamantis      | 3 września 1882       |

Leo Anton Karl de Ball (ur. 23 listopada 1853 w Lobberich, zm. 12 grudnia 1916 w Wiedniu) – niemiecki astronom. 

## Życiorys
Studiował w Bonn i Berlinie, studia ukończył uzyskując doktorat 3 lutego 1877 roku, a dwa lata później zdał egzamin państwowy (Lehramtsprüfung) z matematyki i fizyki. W 1878 podjął pracę w obserwatorium w Gocie jako asystent. W 1881 roku przeniósł się do obserwatorium w Bothkamp i tam w 1882 roku odkrył planetoidę (230) Athamantis. Od 1883 roku pracował w obserwatorium w Ougrée (obecnie część Seraing), gdzie prowadził badania z zakresu mechaniki nieba. Analizował m.in. masę Saturna i prowadził pomiary paralaks i badania gwiazd podwójnych. Gdy w 1891 roku ukończono budowę Królewskiego Obserwatorium w Uccle, dyrektor obserwatorium w Ougrée został mianowany dyrektorem tejże placówki i zabrał tam ze sobą de Balla. Jednak wkrótce potem de Ball został oddelegowany do Obserwatorium Kuffnera w Wiedniu i objął tam stanowisko dyrektora, które piastował aż do śmierci w 1916 roku.